# Сюшуй
Сюшу́й (кит. упр. 修水, пиньинь Xiūshuǐ) — уезд городского округа Цзюцзян провинции Цзянси (КНР).

## История
Во времена империи Тан в 800 году из уезда Унин был выделен уезд Фэньнин (分宁县). Во времена империи Юань он был в 1301 году преобразован в Нинчжоускую область (宁州). Во времена империи Цин в 1801 году Нинчжоуская область была переименована в Ининскую область (义宁州). После Синьхайской революции в Китае была проведена реформа структуры административного деления, в ходе которой области были упразднены, и поэтому в 1913 году Ининская область была преобразована в уезд Инин (义宁县). В 1914 году уезд Инин был переименован в Сюшуй.
6 сентября 1949 года был образован Специальный район Цзюцзян (九江专区), и уезд вошёл в его состав. В 1970 году Специальный район Цзюцзян был переименован в Округ Цзюцзян (九江地区). 27 июля 1983 года город Цзюцзян и округ Цзюцзян были объединены в городской округ Цзюцзян.

## Административное деление
Уезд делится на 19 посёлков и 17 волостей.